# Марано Маркезато
Мара̀но Маркеза̀то (на италиански: Marano Marchesato) е малко градче и община в Южна Италия, провинция Козенца, регион Калабрия. Разположено е на 550 m надморска височина. Населението на общината е 3540 души (към 2010 г.).